# Triplectides latipennis
Triplectides latipennis är en nattsländeart som beskrevs av Martin E. Mosely 1936. Triplectides latipennis ingår i släktet Triplectides och familjen långhornssländor. Inga underarter finns listade i Catalogue of Life.